# Candale-i János bordeaux-i érsek
Candale-i János (1482/3 – Cadillac, Gironde, 1529. június 25.), franciául: Jean de Foix, archevêque de Bordeaux, okcitánul: Joan de Fois, archivesque de Bordèu, latinul: Ioannes de Fuxio, archiepiscopus Burdigalensis, a Bordeaux-i főegyházmegye érseke. Foix Péter bíboros, vannes-i püspök unokaöccse, I. Anna breton hercegnő és francia királyné elsőfokú unokatestvére, Candale-i Anna magyar, horvát és cseh királyné bátyja és II. Lajos magyar király nagybátyja. Anyja révén a születésekor a 10. helyen állt a Navarrai Királyság trónöröklési listáján, amikor a Foix-házi I. Ferenc Phoebus ült Navarra trónján.

## Élete
Apja II. Gaston János, Candale és Benauges grófja, I. Jánosnak (1410 után–1485), Candale és Benauges grófjának, valamint De la Pole Margitnak (1426–1485), Kendal grófnéjának a fia. Édesanyja Foix Katalin navarrai infánsnő, I. Eleonóra navarrai királynő és IV. Gaston foix-i gróf lánya.
Az első Foix grófi ház I. Mátyás (1363–1398) foix-i grófnak – és felesége, Johanna aragón infánsnő (1375–1407) jogán 1398-ban aragón trónkövetelőnek – a gyermektelen halála után 1398-ban a nővérének, Foix Izabellának (Erzsébet; 1361–1428) Archambaud (Arquimbald) de Graillyvel, Benauges algrófjával (1430/45 körül–1412) történt házassága révén átadta helyét a Grailly-háznak, azaz a második Foix grófi háznak, ezért használják mindkét megjelölést külön-külön, vagy éppen a kettőt kombinálva az új uralkodóház megjelölésére.
Az uralkodócsalád már a királyi cím megszerzése előtt is a francia főnemesség tagja volt, viszont birtokaiknak dél-franciaországi elhelyezkedése miatt az occitán nyelvterülethez is erősen kötődtek, így a családtagok mindenképpen kétnyelvűek lehettek.
A szülei 1479. június 5-én kötötték meg a házassági szerződést.
Édesanyja halála után az apja másodszor is megnősült, és III. János navarrai király húgát, Albret Izabellát vette feleségül. A házassági szerződést 1494. január 30-án kötötték meg 18 nappal a navarrai királyi pár, I. Katalin és III. János január 12-ei pamplonai koronázása után. II. Gaston János I. Katalin édesapjának, Gaston vianai hercegnek volt a másodfokú unokatestvére, most pedig III. János sógora is lett ezzel a házassággal.
János apja 1500-ban halt meg, de a halála pontos dátuma nem ismert, csak a végrendeletének időpontja, mely 1500. március 25-én történt. Apja Bordeaux-ban az Ágoston-rendiek kolostorában van eltemetve.
17 vagy 18 évesen I. Anna breton hercegnő és francia királyné elsőfokú unokatestvéreként XII. Lajos francia király Bordeaux érsekének jelölte 1500. december 8-án. VI. Sándor pápa 1501-nen megerősítette az érseki székben.
Húga, Candale-i Anna a francia udvarba került az elsőfokú unokatestvérük, Bretagne-i Anna királyné pártfogása alá, aki II. Ulászló magyar és cseh királyhoz adta feleségül 1502-ben.